# Hospital de Santa María Magdalena (Cuéllar)

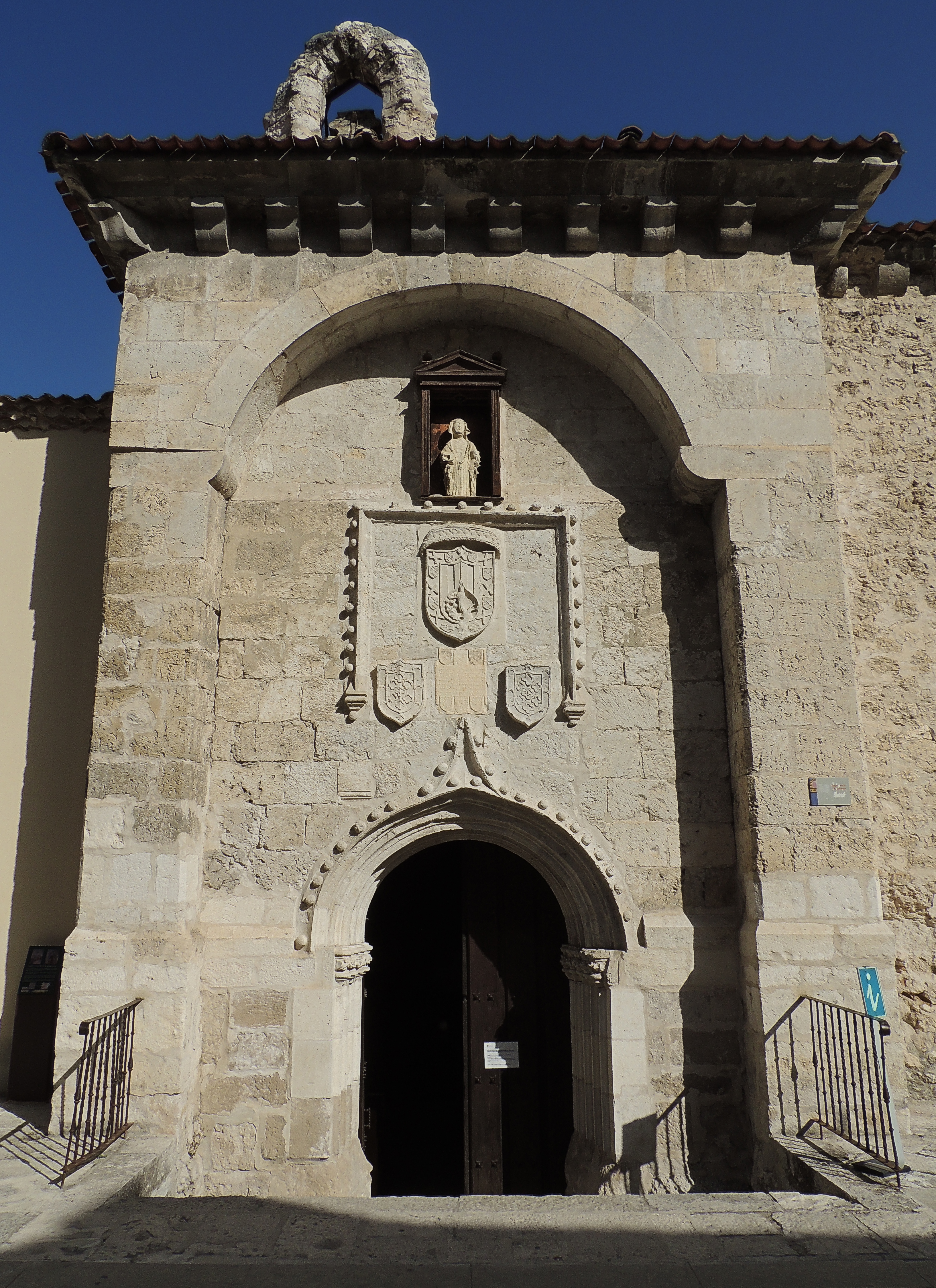
Portada

El Hospital de Santa María Magdalena es un edificio que se encuentra en la villa de Cuéllar, en la provincia de Segovia (España). Fue una institución fundada en 1429 por el arcediano cuellarano Gómez González, fundador en el mismo año del Estudio de Gramática, para la acogida y el cuidado de los pobres vergonzantes de la ciudad.
Gómez González redactó los estatutos el 23 de julio de 1424, donde se decía que el establecimiento sería dedicado a los pobres vergonzantes de Cuéllar, personas empobrecidas y necesitadas de las que nadie tenía noticia. En los estatutos se indicaba también el lugar donde se debía construir dicha institución: en unas casas del barrio de San Esteban, que eran de su propiedad. Las rentas para mantenerlo se conseguirían con los beneficios aportados de Cantimpalos, Castrillo de Duero, Paradinas y otros lugares. Mientras se construía el edificio, se creó en el año 1427 la cofradía de la Magdalena con fines benéficos y de ayuda para el hospital. Muchos cofrades hicieron importantes donaciones.
Se conserva una descripción de la casa y de sus pertenencias, redactada por el mismo Gómez González. Tenía dos enfermerías con veinte camas situadas de manera que los enfermos pudieran seguir la misa de la iglesia sin desplazarse. La parte correspondiente al propio hospital ha desaparecido, pero la iglesia se conserva. Tiene su fachada principal a la calle, con una portada gótica de piedra y sobre ella están labrados los escudos de la Casa de Alburquerque y del arcediano, enmarcados por una chambrana. Sobre la chambrana puede verse la imagen en piedra de la Magdalena, titular del hospital. El interior de la iglesia es también de estilo gótico y conserva un retablo barroco con la imagen otra vez de la Magdalena y de los santos Roque y Esteban el Joven.